# 山王史跡公園あやめ祭り
山王史跡公園あやめ祭り（さんのうしせきこうえんあやめまつり）は、宮城県栗原市一迫で開催される祭り。

## 概要
栗原市一迫の山王史跡公園あやめ園の広さは1.3haあり、あやめやカキツバタ、花菖蒲などを植栽している。
中では花菖蒲が、約300品種と最も多い。アヤメ類の「標本園」と花菖蒲の改良過程を表す「改良歴史園」を設置し、花菖蒲の原種「ノハナショウブ」を植栽している。あやめ祭り期間中は、各種イベントが催される。本園の特徴としては、原種の「ノハナショウブ」や、長井古種、江戸系、伊勢系、肥後系など、約300品種17万株の花を揃えていること。中でも、故 平尾秀一氏（元・日本花菖蒲協会会長）が命名した「一迫」は、本園で発見されたもので、同じ株から4弁、5弁、6弁の花を咲かせる変種である。

## 沿革
- 2015年（平成27年） - 第33回　開催

## あやめ園所在地・会場
- 〒987-2308 宮城県栗原市一迫真坂道満13-1

## 園内の植栽
- アヤメ - ハナショウブと同様の「設楽系アヤメ」で、乾きやすい場所を好む。（約50品種5万株）
- カキツバタ - 水中や水辺を好む。
- 花菖蒲 - 最も大きくはなやかな花で、適度な湿気と日当たりを好む。

## イベント
- 民俗芸能披露
- 舞踊大会（鹿踊）
- 野点茶会
- 紙芝居
- 生け花無料体験
- コーラス
- 浴衣美人撮影会
- 大正琴演奏
- あやめまつり神楽大会

（あやめ園特設ステージが敷設される・日曜日にイベントが多い。）

## 主催
- 一迫山王史跡公園あやめ園
- 一迫観光協会

## 期間
- 毎年・6月中旬～7月初旬（平成27年の場合:6月19日（金曜日）～7月8日（水曜日））
- 開園時間・8:30～17:00

## 入園料・駐車場
- 入園料:大人510円、高校生以下250円
- 駐車場は一迫総合支所の駐車場（無料・園まで徒歩5分）

## アクセス
- JR東日本・東北本線新田駅より車で約35分
- JR東日本東北新幹線･くりこま高原駅より車で約25分
- 東北自動車道･築館ICより車で約20分

## 周辺
- 栗原市一迫埋蔵文化センター
- 山王囲遺跡
- 栗原市山王考古館
- 山王神社
- 祇園神社
- 栗原市立一迫小学校
- 栗原市役所一迫総合支所
- 山王ろまん館

## 関連
- 多賀城跡あやめまつり
- みなみかた花菖蒲まつり